# Gabriela Firea
Gabriela Firea, nata Vrânceanu (Bacău, 13 luglio 1972), è una politica, giornalista e conduttrice televisiva rumena.
Formatasi come giornalista, ha lavorato per le redazioni di Azi e Radio Contact, per poi passare alla conduzione di telegiornali e programmi di approfondimento sulla Televiziunea Română e sulle emittenti di Intact Media Group. Tra il 2008 e il 2011 è stata direttrice della rivista "Săptămâna Financiară".
Nel 2000 è stata consulente d'immagine e portavoce per il primo ministro Mugur Isărescu.
Iscrittasi al Partito Social Democratico nel 2012, è stata senatrice nelle legislature 2012-2016 e 2020-2024, oltre che sindaco di Bucarest, ruolo che ha ricoperto dal 23 giugno 2016 al 29 ottobre 2020.
Tra il 2021 e il 2023 ha rivestito l'incarico di ministro della famiglia, della gioventù e delle pari opportunità nei governi Ciucă e Ciolacu.
È europarlamentare dal 2024.

## Biografia

### Famiglia e studi
Nata a Bacău, è la seconda dei quattro figli della famiglia Vrânceanu. Il padre era operaio, mentre la madre Veronica commessa. I genitori divorziarono quando aveva 14 anni. Ha due sorelle, Nela e Angelica, e un fratello, Ionuț.
Si è diplomata al Liceo industriale n. 1 Bacău e nel 1994 si è laureata alla Facoltà di lettere dell'Università di Bucarest, specializzandosi in bibliologia e scienze dell'informazione. Nel 2010 era dottoranda in economia all'Accademia degli studi economici di Bucarest. Non ha però completato gli studi per il dottorato di ricerca, come da lei stessa dichiarato, per mancanza di tempo. Ha seguito altri corsi presso l'ASE: uno in gestione bancaria e borsa (1998) e uno in meccanismi valutari e fiscali internazionali (1999).

### Attività giornalistica
Ha iniziato la sua carriera nei media nel 1990, quando è stata reporter per il settimanale "Pur și simplu" nella natia Bacău. Trasferitasi a Bucarest nel 1991, ha poi lavorato per il quotidiano Azi. Tra il 1992 e il 1993 è stata redattrice e presentatrice per Radio Contact, emittente di proprietà di Călin Popescu Tăriceanu. Tra il 1993 e il 1999 ha lavorato per la Televiziunea Română come realizzatrice di reportage sull'economia, la finanza e il sistema bancario. Presso la televisione nazionale ha condotto il telegiornale e i programmi "Ediție specială" e "Știrea zilei". Nel dicembre 2000 le è stato assegnato l'Ordine della Stella di Romania con il grado di ufficiale.
Dopo una pausa di un anno per assumere un incarico istituzionale nel quadro del governo Isărescu, ha ripreso la carriera giornalistica nel 2001.
Ha quindi lavorato per il gruppo televisivo ed editoriale di Dan Voiculescu, Intact Media Group, per il quale fino al 2009 ha condotto il telegiornale "Observator" sull'emittente Antena 1. È stata creatrice e redattrice delle emissioni "Săptămâna financiară" (2005-2011) su Antena 1 e "Știrea zilei" (2011-2012) su Antena 3. Nel 2005 ha fondato la rivista "Săptămâna financiară" insieme ai giornalisti Mihai Craiu e Camelia Voiculescu, divenendone direttrice generale nel settembre 2008. Oltre che di "Săptămâna financiară" è stata direttrice generale anche delle pubblicazioni "Financiarul" e "Felicia".
Nel giugno 2009 ha assunto l'incarico di direttrice di Intact Advertising, l'agenzia pubblicitaria del gruppo Intact. Nel novembre 2011 la società ha riorganizzato le proprie attività interrompendo la pubblicazione del formato cartaceo delle sue riviste economiche. Firea ha quindi cessato la sua funzione nel settore dell'editoria. Nel settembre 2012 ha annunciato l'addio al gruppo Intact.

### Attività letteraria e musicale
Gabriela Firea è membro dell'Unione degli scrittori dal 2002. Nel 2001 ha ricevuto il premio da parte dell'Unione per il miglior libro d'esordio per il volume di poesie "O altă lume". Tra i suoi altri libri si annoverano il romanzo "Trei motive", il libro per bambini "Țara sucită și-nvârtită" e i volumi di saggi economici "Economia de cuvinte" e "Jurnalul unui observator".
Ha pubblicato due album di musica popolare insieme a Simona Gherghe: "Trandafiri de la Moldova" (2008) e "De petrecere" (2011).

## Carriera politica

### Nel governo Isărescu
Lasciato temporaneamente il giornalismo, nel gennaio 2000 è stata designata consigliere per le pubbliche relazioni e l'immagine del primo ministro Mugur Isărescu. A partire dal mese di febbraio dello stesso anno è stata nominata segretario di Stato presso il dipartimento per la comunicazione e portavoce del governo Isărescu. Ha completato il mandato al termine della legislatura nel dicembre 2000.

### Ingresso nel Partito Social Democratico

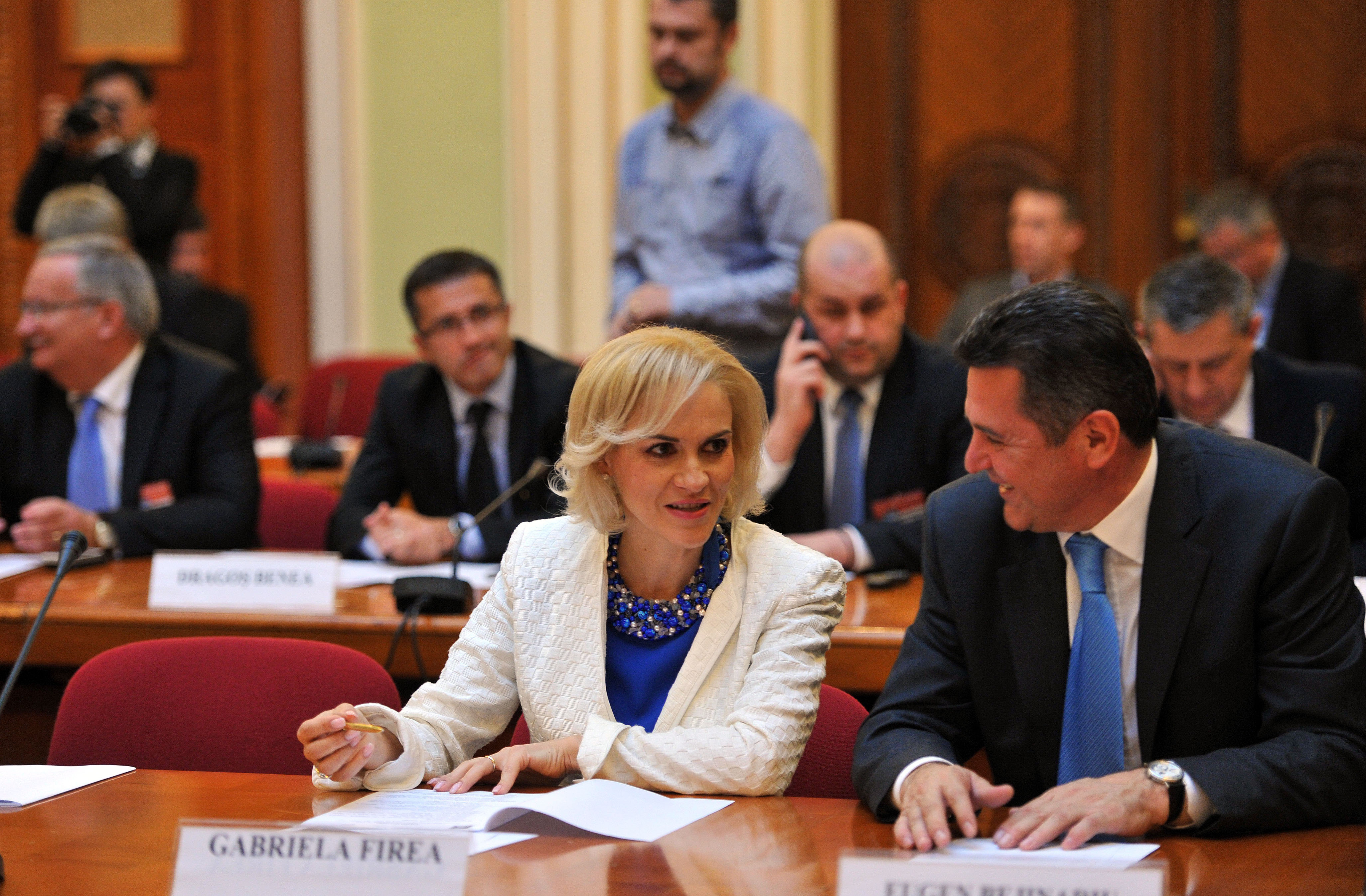
Gabriela Firea e Eugen Bejinariu al comitato esecutivo nazionale del PSD tenutosi al Palazzo del Parlamento l'8 novembre 2013.

Si è iscritta al Partito Social Democratico nel settembre 2012 e si è candidata alle elezioni parlamentari del 9 dicembre 2012. Ha ottenuto l'elezione al Senato presso il collegio n.1 del distretto di Ilfov conseguendo 44.309 voti su 59.386 (74,6%). Nel corso della legislatura 2012-2016 è stata membro della commissione cultura, vicepresidente della commissione congiunta per i rapporti con l'UNESCO, membro della commissione speciale per le attività minerarie nel perimetro di Roșia Montană e membro della commissione d'inchiesta per la verifica della legalità dell'acquisto di terreni nella zona del comune di Nana (Călărași).
Il 24 febbraio 2013 è stata eletta presidente della filiale del PSD del distretto di Ilfov e al congresso del 20 aprile 2013 è stata nominata vicepresidente del partito a livello nazionale, su proposta dall'organizzazione femminile.
Il 10 gennaio 2014 si è dimessa dal PSD dopo aver criticato l'assenza di una presa di posizione da parte della direzione del partito sull'alleanza realizzata nel distretto di Ilfov dal PNL (allora partner di governo del PSD) con il gruppo d'opposizione del PDL. È tornata sui suoi passi pochi giorni dopo, in seguito a un rinnovo del protocollo di collaborazione tra i due partiti.
Indicata quale portavoce del PSD nell'autunno del 2014, in tale veste ha sostenuto la candidatura di Victor Ponta alle elezioni presidenziali in Romania del 2014.

### Sindaco di Bucarest

#### Elezioni locali del 2016

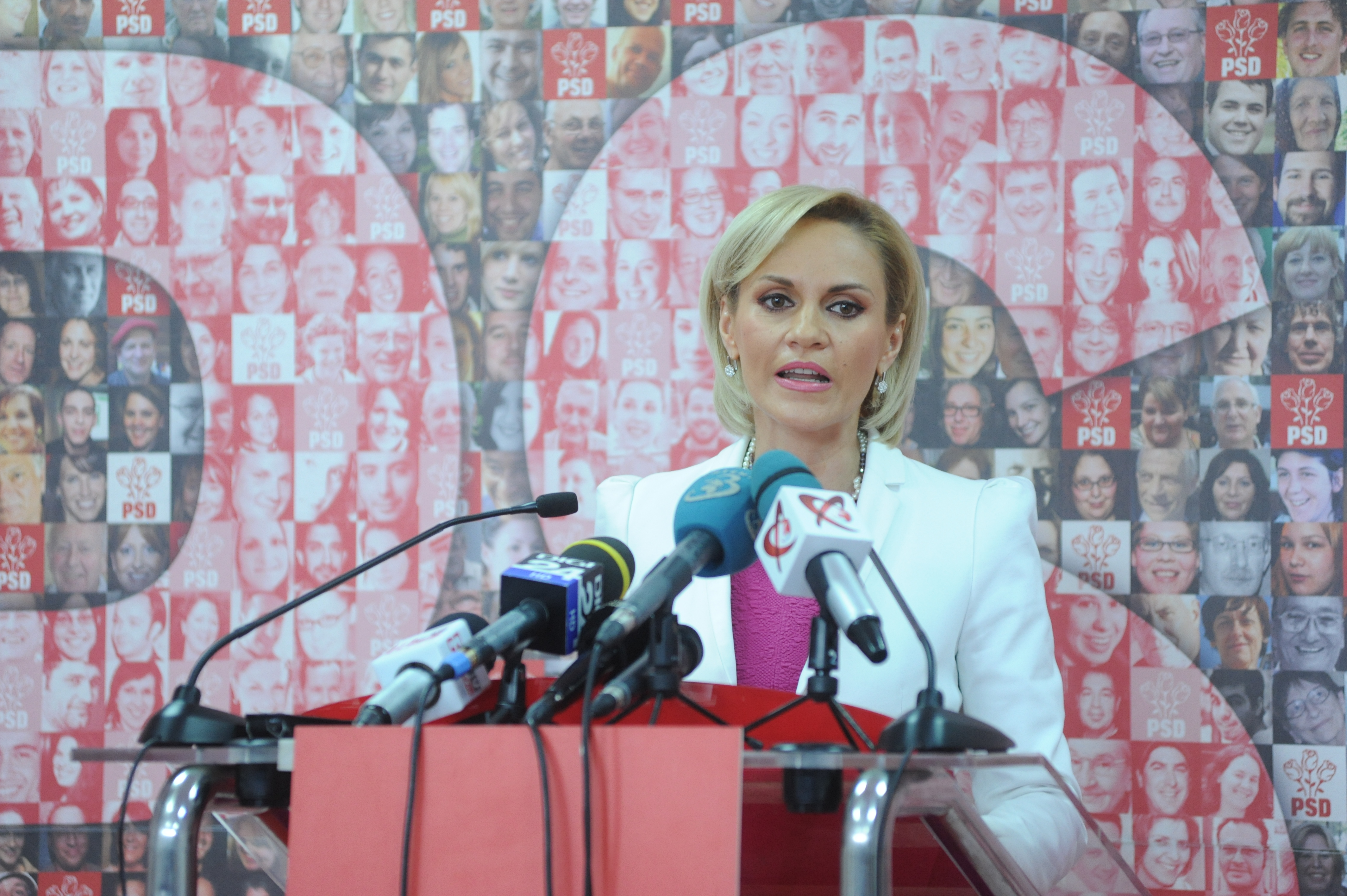
Gabriela Firea nel corso di una conferenza stampa l'8 settembre 2014.

Il 9 febbraio 2016 è stata nominata dal comitato esecutivo nazionale del PSD quale nuovo presidente ad interim della filiale del partito a Bucarest, in sostituzione del dimissionario Robert Negoiță. Il 18 marzo la direzione del partito ha deliberato la sua candidatura a sindaco della capitale rumena alle elezioni locali del 5 giugno 2016. Si è quindi dimessa dal ruolo di portavoce del PSD.
Il suo programma elettorale era imperniato sulla soluzione del problema del traffico di Bucarest. Firea proponeva la costruzione di nuovi parcheggi al fine di decongestionare le principali arterie della città, la creazione di nuove piste ciclabili, il potenziamento del parco mezzi della società di trasporto pubblico locale e la definizione di corsie preferenziali per gli autobus. Tra le altre promesse figuravano delle facilitazioni fiscali per le aziende che garantivano il trasporto ai propri dipendenti, sovvenzioni per gli affitti agli studenti e il rinnovamento di asili e ospedali.
Sul piano dell'immagine nel corso della campagna elettorale ha provato a mostrarsi come una donna forte, pronta a lottare contro le ingiustizie, esaltando le virtù del proprio ruolo di casalinga, di madre e di ragazza cresciuta tra le classi popolari. Ha fatto ricorso anche a diverse foto in cui appariva a messa o al fianco di simboli religiosi. Nel corso di un'intervista ha dichiarato di pregare per instaurare una relazione permanente con Dio.
Al voto ha ottenuto il 43% delle preferenze, staccando il candidato dell'USB Nicușor Dan di 13 punti e diventando il primo sindaco donna nella storia della capitale rumena. Ha lasciato il seggio al Senato il 22 giugno 2016 e ha prestato giuramento come sindaco il giorno successivo.

#### Mandato

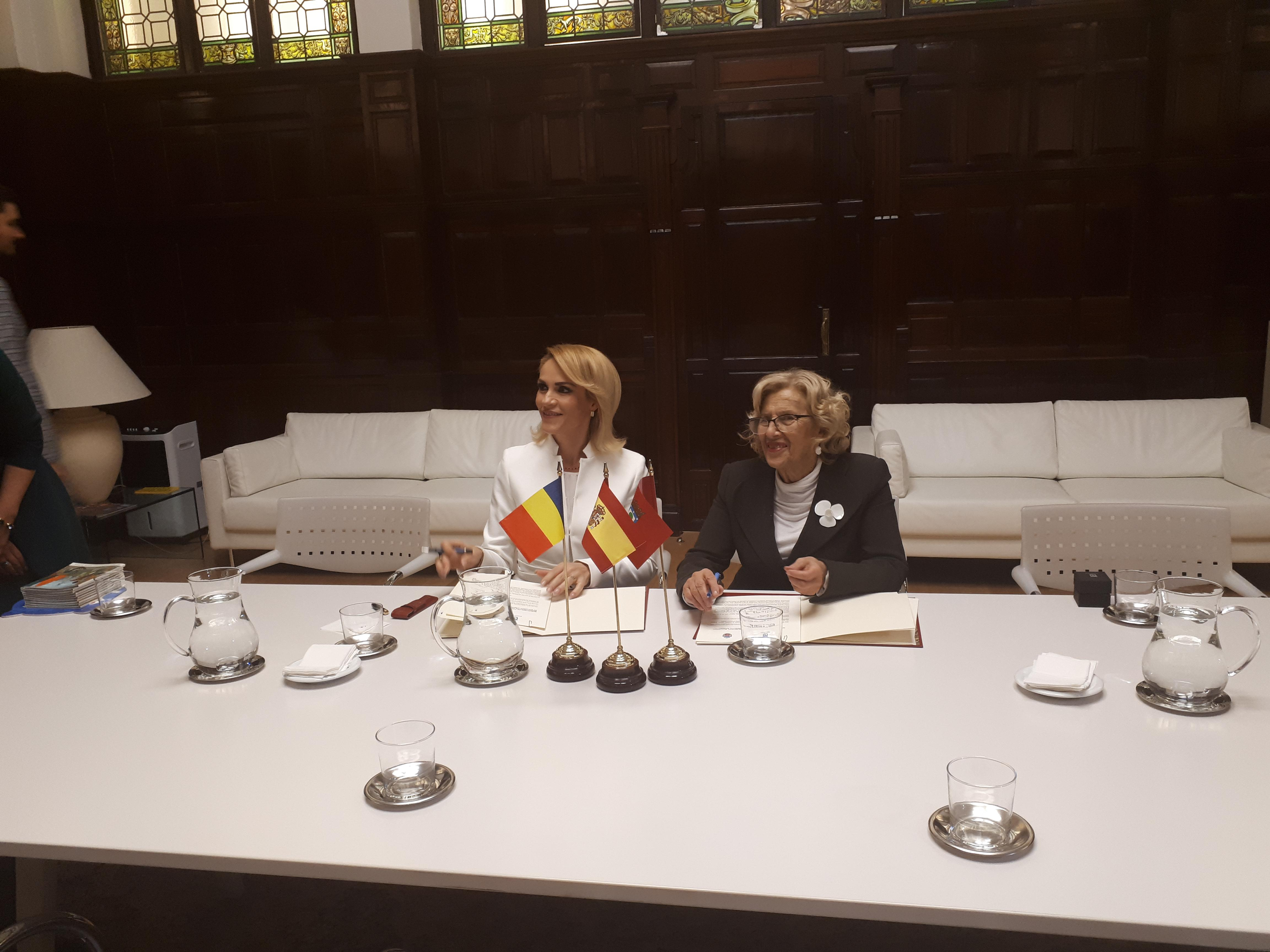
Gabriela Firea insieme al sindaco di Madrid Manuela Carmena il 6 novembre 2018, in occasione della firma di un accordo di collaborazione tra le due città.

Nel giugno 2020 Gabriela Firea ha presentato un bilancio sul suo operato, evidenziando i successi dei quattro anni di amministrazione. Ha messo in risalto l'avvio dei lavori per un ospedale metropolitano da 1000 posti letto e 31 sale operatorie, la cui costruzione era stata promessa dal programma di governo del PSD del 2016 che, secondo il sindaco di Bucarest, sarebbe stato operativo entro il 2023. Tra gli altri vantaggi portati alla città la Firea ha sottolineato che, grazie alla costituzione di diverse società municipalizzate, era riuscita ad evitare l'assegnazione di numerosi appalti pubblici ad aziende private, che secondo il sindaco erano riconducibili alle clientele politiche del Partito Nazionale Liberale, che negli anni avevano impoverito le casse cittadine fornendo servizi a prezzi maggiorati. Nello specifico la Compania Municipală de Consolidări aveva messo in sicurezza duecento edifici e ne aveva consolidato venti, realizzando in due anni quanto fatto nei precedenti venti. La Compania Străzi Poduri Pasaje e il Trustul de Clădiri Metropolitane avevano completato o iniziato i lavori per alcune infrastrutture ritenute fondamentali per la comunità, tra le quali l'ampliamento di Prelungirea Ghencea, il consolidamento dei ponti Grant e Străulești, la costruzione del ponte Doamna Ghica e l'edificazione di nuovi alloggi popolari. La Compania de Iluminat aveva installato nuovi lampioni in zone prima sprovviste. Il sindaco ha rimarcato che avrebbe continuato ad investire nelle infrastrutture, nell'ampliamento del parco mezzi della Societatea de Transport București (nel 2018 è stato attribuito un bando del valore di 100 milioni di euro per l'acquisto di 400 autobus Euro VI prodotti da Otokar e nel 2020 un altro per 130 veicoli ibridi realizzati da Mercedes-Benz Citaro per 50 milioni di euro) e nell'assegnazione di sussidi alle fasce svantaggiate della popolazione.
Secondo alcuni analisti, che riconoscevano i meriti del sindaco nel programma di riabilitazione degli edifici in mano al comune e nella realizzazione di diverse infrastrutture (completamento del tunnel di Piața Sudului e di strada Fabrica de Glucoză, l'avanzamento dei cantieri dei ponti Ciurel e Nicolae Grigorescu e del parcheggio scambiatore di Șoseaua Pantelimon), tuttavia, la Firea non aveva risolto alcuni annosi problemi della capitale rumena. Scarsi progressi, infatti, sono stati fatti nella lotta al traffico e all'inquinamento. A tal proposito nel marzo 2020 la guardia per l'ambiente ha multato l'amministrazione comunale per il mancato rispetto delle misure stabilite dal piano integrato sulla qualità dell'aria. Nel corso del suo mandato è entrata in fallimento la società comunale per la distribuzione dell'energia termica (RADET) il cui successore, Termoenergetica, non è riuscito ad evitare il persistere di avarie sulla rete di riscaldamento e a realizzare nuovi investimenti, mentre è emersa una nuova posizione debitoria di oltre 300 milioni di lei. La costituzione di ventidue società municipalizzate, inoltre, è stata contestata in istanza dall'Unione Salvate la Romania per diverse irregolarità formali, mentre il loro scioglimento, decretato dal tribunale, è stato evitato solamente da una successiva modifica apportata al codice amministrativo della città. Tra le altre criticità, oltre alla controversa assunzione di numerosi dipendenti provenienti dal comune di Voluntari, amministrato dal marito Florentin Pandele, il solo pagamento degli stipendi delle municipalizzate impegnava più di un terzo del bilancio loro assegnato. Il sindaco è stato criticato per il riconoscimento di enormi fondi per l'edificazione di nuove chiese (2,3 milioni di euro nel solo 2018 per la Cattedrale della Salvezza del Popolo), per gli aiuti sociali (153 milioni di euro) e per l'organizzazione di concerti e spettacoli, malgrado le difficoltà del bilancio.

### Elezioni locali del 2020

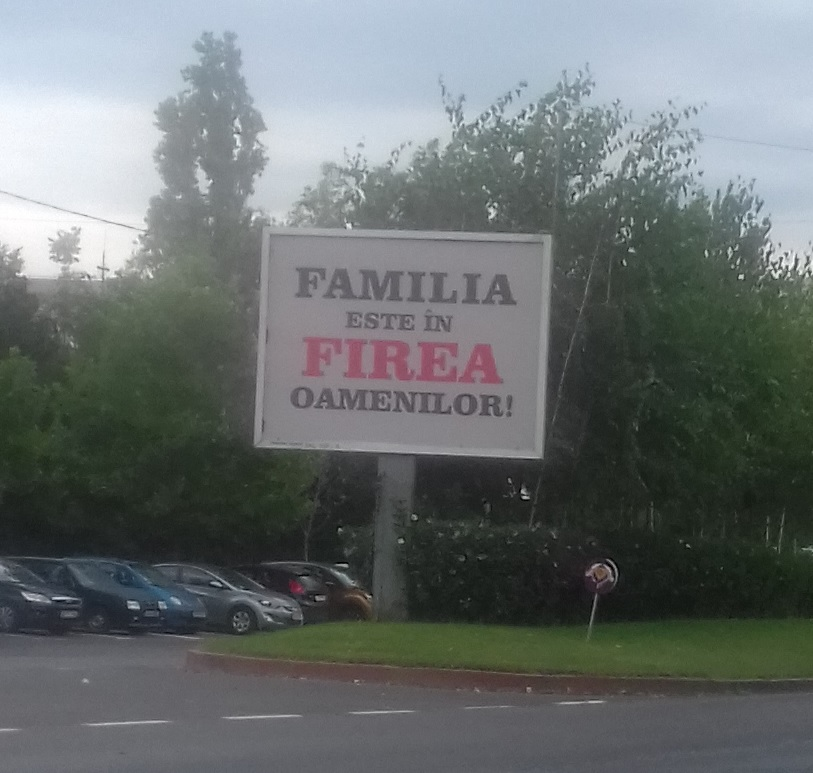
Manifesto elettorale per la rielezione di Gabriela Firea a sindaco di Bucarest nel 2020.

Da rappresentante del PSD ha criticato il presidente del partito Liviu Dragnea e nel settembre 2018 è stata tra i firmatari di una lettera indirizzata al comitato esecutivo in cui ne chiedeva le dimissioni. In segno di protesta contro la direzione del PSD, il 19 novembre 2018 ha lasciato la vicepresidenza nazionale e la guida della filiale di Bucarest.
In seguito all'arresto di Dragnea, alla fine di maggio 2019 è tornata a rivestire nuovamente ad interim l'incarico di presidente della sezione del PSD di Bucarest. Dopo la sconfitta del candidato del PSD Viorica Dăncilă alle elezioni presidenziali del 2019, dal 27 novembre 2019 ha partecipato alla dirigenza collettiva del partito istituita dal nuovo presidente ad interim Marcel Ciolacu. Il successivo 16 dicembre è stata eletta presidente titolare del PSD di Bucarest. Il 22 agosto 2020 è stata nominata primo vicepresidente del partito al fianco di Sorin Grindeanu, nel quadro del congresso che ha confermato Marcel Ciolacu alla presidenza.
Nel settembre 2020 ha concorso per la conferma del mandato di sindaco. Basando la propria campagna elettorale sui successi ottenuti dalla sua amministrazione, prometteva la realizzazione di numerose infrastrutture per decongestionare il traffico cittadino. Lo slogan scelto è stato «La natura degli uomini» («Firea oamenilor»), con un gioco di parole che richiamava il suo cognome.
Alle elezioni locali del 27 settembre 2020 ha ottenuto il 38%, giungendo seconda alle spalle del candidato comune di PNL e USR PLUS Nicușor Dan.

### Ministro della famiglia
È stata eletta per un secondo mandato al Senato in occasione delle elezioni del 6 dicembre 2020. Tra gli incarichi parlamentari è stata membro della commissione per la pubblica amministrazione, membro della commissione lavoro (fino a febbraio 2022), membro della commissione per la gioventù e lo sport (da febbraio 2022) e membro della commissione per i rapporti con l'UNESCO (da febbraio 2021 a dicembre 2022). Tra il settembre e il novembre 2021 ha rivestito il ruolo di vicepresidente del Senato.
Nel novembre 2021 è stata indicata quale ministro della famiglia, della gioventù e delle pari opportunità, nuovo dicastero istituito dal governo Ciucă, un esecutivo di coalizione sostenuto da PSD e PNL, in cui Gabriela Firea era l'unica donna. Tra i principali obiettivi del ministero vi era la crescita della natalità. Il suo programma prevedeva l'introduzione di sovvenzioni per le famiglie e i minori, di aiuti per gli asili e i doposcuola, di provvedimenti per la concessione del credito ai giovani con famiglia e altre azioni sul piano sociale e per la lotta alla violenza domestica. Il 15 giugno 2023 è stata confermata nello stesso ruolo dal governo Ciolacu. Il 20 luglio 2023 ha esposto un proprio bilancio sulle azioni intraprese alla guida del ministero, enumerando gli aiuti finanziari erogati dal governo e i programmi per il sostegno alle famiglie e ai giovani.
Ha presentato le dimissioni dal governo il 14 luglio 2023, facendo seguito a quelle del ministro del lavoro Marius Budăi, dopo l'esplosione dello scandalo "ospizi dell'orrore", in cui erano coinvolti dei suoi collaboratori. Firea si è dichiarata all'oscuro dei fatti che riguardavano le condizioni disumane cui era sottoposto un centinaio di anziani all'interno di tre strutture di assistenza a Voluntari e Afumați. In attesa di far luce sulla vicenda ha chiesto di essere temporaneamente sospesa dalle funzioni dirigenziali del PSD, che ha riacquisito nel novembre 2023.

### Elezioni locali del 2024
Pur reclamando la volontà di candidarsi a sindaco di Bucarest nel 2024, il 19 marzo 2024 ha inizialmente rinunciato a tale eventualità, in seguito alla decisione del PSD di sostenere Cătălin Cîrstoiu in alleanza con il PNL. Contestualmente è stata nominata coordinatrice per la campagna elettorale del candidato sindaco della coalizione, in collaborazione con Sebastian Burduja. Il 22 aprile 2024 il partito ha stabilito di ritirare il sostegno Cîrstoiu a causa dei sondaggi sfavorevoli, e ha indicato Gabriela Firea come proprio candidato.
Il 28 maggio 2024 ha pubblicato il programma per le elezioni locali. Sul piano dei trasporti Gabriela Firea proponeva il prolungamento della linea M4 della metropolitana, con la costruzione di 14 nuove fermate, e della linea M2, con l'estensione fino al sobborgo di Voluntari. Inoltre avrebbe sostenuto la creazione di un nuovo aeroporto nella zona sud di Bucarest e di vari sovrappassi per alleggerire il traffico cittadino. Un punto del programma specificava le iniziative sull'ambiente, con la riabilitazione dei parchi, l'introduzione di misure per la riduzione delle emissioni inquinanti del traffico stradale e la realizzazione di un piano integrato per la qualità dell'aria. Il candidato sindaco prometteva il rafforzamento del programma di consolidamento degli edifici a rischio sismico, la fabbricazione di nuove centrali termiche e l'edificazione di una nuova sala multifunzionale. Il piano sulla salute prevedeva la ripresa dei progetti dell'ospedale metropolitano, avviato nel corso del suo primo mandato e poi abbandonato dal suo successore, e del Centro di terapia a protoni per i pazienti oncologici, che era stato iniziato nel 2019. Sul piano sociale garantiva maggiori fondi per gli adulti e i bambini disabili.
Ha presentato lo slogan «Per Bucarest, la città che la gente vuole» («Pentru București, orașul dorit de oameni»).
È arrivata seconda con il 22% dei voti.

### Europarlamentare
Pur non eletta sindaco di Bucarest al voto del 9 giugno 2024, ha conseguito l'elezione a europarlamentare alle concomitanti elezioni europee. Si è dimessa da senatrice a decorrere dal 1º luglio ed è entrata in carica quale deputato europeo il 16 luglio. Al parlamento di Bruxelles è stata membro della Commissione per la cultura e l'istruzione e della Commissione per i diritti delle donne e l'uguaglianza di genere.
In seguito al congresso del PSD del 24 agosto 2024 ha perso il ruolo di primo vicepresidente del partito.

## Controversie

### Causa contro Traian Băsescu
Nel corso di un'emissione televisiva del 13 aprile 2014 il presidente della Romania Traian Băsescu  dichiarò che Firea era «una buona giornalista, ma catastrofica come giurista» e che «sarebbe meglio che si faccia da parte e che si occupi di ciò che accade a casa di suo marito, dove è sindaco. Perchè potrebbe non trovarlo più a casa, se non fa attenzione. Ho sentito che lì succedono molte cose brutte».
All'epoca Gabriela Firea era parte della commissione parlamentare d'inchiesta sull'acquisizione di alcuni terreni nel comune di Nana, che indagava anche sulle attività del presidente Băsescu.
In seguito alle dichiarazioni il 16 aprile 2014 lo citò in giudizio per intimidazione e ricatto. Il 18 aprile il procuratore generale sospese il procedimento, poiché il capo di Stato godeva dell'immunità. Il successivo 24 luglio l'Alta corte di cassazione e giustizia respinse il ricorso presentato dagli avvocati di Firea.

### Sanzioni del Consiglio nazionale per la lotta alla discriminazione
Il 7 ottobre 2014, nel corso della campagna elettorale per le presidenziali, alludendo al candidato del PNL Klaus Iohannis in contrapposizione a Victor Ponta, dichiarò: «Secondo me essere un buon padre di famiglia significa non solo essere sposato, ma anche avere dei bambini» e «Non sei un uomo completo senza crescere un bambino». Il Consiglio nazionale per la lotta alla discriminazione (CNCD) avvertì un carattere discriminatorio all'indirizzo delle famiglie senza figli e il 19 novembre la sanzionò con un avvertimento ufficiale.
L'8 dicembre 2019, riferendosi al primo ministro Ludovic Orban, dichiarò: «Sin da quando era vicesindaco stava nel suo ufficio, che era come un bar di negri, solamente con l'acool, le sigarette e con persone pestilenziali». L'11 dicembre il CNCD annunciò che sarebbe stata realizzata un'indagine volta ad accertare la natura discriminatoria delle sue affermazioni.

### Scandalo "ospizi dell'orrore"
Il 4 luglio 2023 polizia e DIICOT realizzarono delle perquisizioni nelle località di Voluntari e Afumați nell'ambito di un'inchiesta volta a verificare diverse strutture per gli anziani in cui gli ospiti erano sottoposti a trattamenti disumani e a tortura, oltre a essere privati di cibo e medicine. Dalle indagini risultò che un'associazione che gestiva due di questi ospizi aveva ricevuto vari appalti dalle direzioni generali per l'assistenza sociale (DGASPC) del Settore 3 di Bucarest e del distretto di Ilfov.
Le autorità giudiziarie ritenevano che alcuni funzionari della DGASPC e dell'agenzia distrettuale per i pagamenti e le ispezioni sociali di Ilfov avessero aiutato il proprietario dell'associazione "Sfântul Gabriel", Ștefan Godei, a coprire le violazioni commesse nei centri.
Dalle indagini giornalistiche risultò che il ministero del lavoro era già stato interpellato nel 2021 dalla ONG Centro per le risorse giuridiche, ma la richiesta era stata ignorata. Fu rivelato inoltre che tra gli arrestati figuravano personalità vicine a Gabriela Firea.
Ștefan Godei era stato assunto al comune di Bucarest durante il mandato di sindaco di Firea e successivamente aveva lavorato come autista per il suo gabinetto parlamentare. Firea dichiarò di non aver mai collaborato direttamente con Godei. Fu indagata anche l'ex vicepresidente dell'associazione "Sfântul Gabriel", Ligia Gheorghe, amica e consigliera di Gabriela Firea al ministero della famiglia. Firea provò a prenderne le difese affermando che la sua collaboratrice aveva aiutato Godei a costituire l'associazione, ma che era all'oscuro dei maltrattamenti.
Un'ulteriore investigazione giornalistica realizzata da "Centrul de Investigații Media", "Buletin de București" e "Libertatea" rivelava che la sorella di Gabriela Firea, Nela Vica Andrieș, sarebbe stata a conoscenza della situazione, in qualità di ispettore della direzione di assistenza sociale del comune di Voluntari. Tra l'aprile e il dicembre 2021 l'ente in cui lavorava avrebbe realizzato sette controlli presso una delle strutture coinvolte.

## Vita privata
Nel 1993 sposò il primo marito Răsvan Firea, atleta e allenatore di ginnastica, da cui prese il cognome. La coppia ebbe un figlio, Tudor, nato nel 1995. Afflitto da problemi di salute, Răsvan Firea morì il 24 gennaio 2010 a causa di un attacco cerebrale.
Il 12 settembre 2010 si è unita in matrimonio al politico Florentin Pandele, sindaco di Voluntari. Il loro testimone di nozze è stato Gigi Becali. Hanno avuto due figli, Petru David (nato nel 2012) e Zian Mihail (2015).

## Opere
- (RO) O altă lume. A different world, Editura Eminescu, 2001.
- (RO) Trei motive, Editura Eminescu, 2002.
- (RO) Treizeci. Picnic pe câmpul de luptă, Editura Vinea, 2002.
- (RO) Țara sucită și-nvârtită, Editura Carte de Suflet, 2004.
- (RO) Economie de cuvinte, Litera, 2009.
- (RO) Jurnalul unui observator, Litera, 2011.